# Associazione Sportiva Volley Lube 2011-2012
Questa voce raccoglie le informazioni riguardanti l'Associazione Sportiva Volley Lube nelle competizioni ufficiali della stagione 2011-2012.

## Organigramma societario
Area direttiva
- Presidente: Simona Sileoni
- Presidente onorario: Luciano Sileoni
- Vicepresidente: Albino Massaccesi
- Amministratore: Fabio Giulianelli
- Team manager: Claudio Leonardi
- Segreteria generale: Sergio Bartoloni
- Direttore sportivo: Stefano Recine

Area tecnica
- Allenatore: Alberto Giuliani
- Allenatore in seconda: Francesco Cadeddu
- Assistente allenatori: Alfredo Martilotti
- Responsabile settore giovanile: Mario Picchio
- Direttore tecnico settore giovanile: Gianni Rosichini

Area comunicazione
- Ufficio stampa: Marco Tentella
- Webmaster: Mirko Giardetti

Area marketing
- Ufficio marketing: Paolo Prenna

Area sanitaria
- Medico: Mariano Avio, Marino Compagnucci
- Preparatore atletico: Massimo Merazzi
- Fisioterapista: David Diaz
- Osteopata: Giuseppe Antinori

## Rosa
| N° | Nome                 | Ruolo | Data di nascita   | Nazionalità sportiva |
| -- | -------------------- | ----- | ----------------- | -------------------- |
| 1  | Davidson Lampariello | S     | 16 ottobre 1980   | Italia               |
| 2  | Alen Pajenk          | C     | 23 aprile 1986    | Slovenia             |
| 3  | Cristian Savani      | S     | 22 febbraio 1982  | Italia               |
| 4  | Jean-François Exiga  | L     | 9 marzo 1982      | Francia              |
| 5  | Saša Starović        | O     | 19 ottobre 1988   | Serbia               |
| 6  | Simone Parodi        | S     | 16 giugno 1986    | Italia               |
| 7  | Dragan Stanković     | C     | 18 ottobre 1985   | Serbia               |
| 9  | Jiří Kovář           | S     | 10 aprile 1989    | Italia               |
| 11 | Natale Monopoli      | P     | 28 maggio 1975    | Italia               |
| 12 | Gert van Walle       | O     | 7 agosto 1987     | Belgio               |
| 13 | Dragan Travica       | P     | 28 agosto 1986    | Italia               |
| 15 | Igor Omrčen          | O     | 26 settembre 1980 | Croazia              |
| 18 | Marko Podraščanin    | C     | 29 agosto 1987    | Serbia               |